# Jimmy McRae

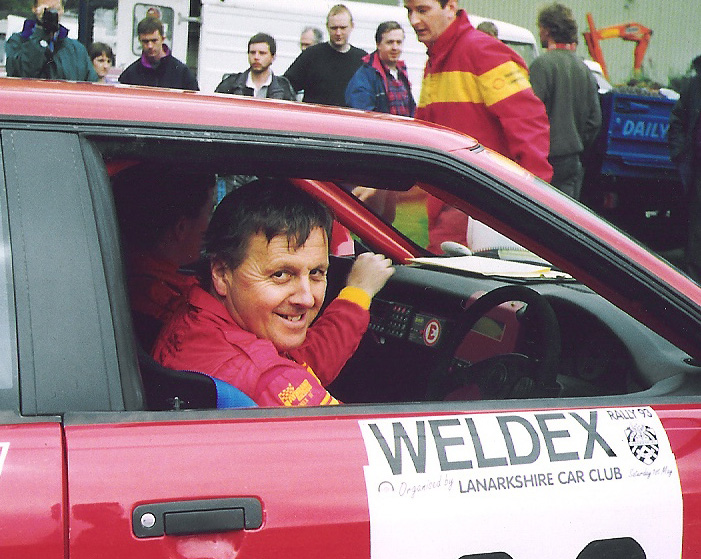
Jimmy McRae in einem Audi S2 bei der Weldex Rally 1993

Jimmy McRae (* 28. Oktober 1943 in Lanark, Schottland) ist ein britischer Rallyefahrer und der Vater von Alister und Colin McRae.
McRae gewann die Britische Rallyemeisterschaft fünf Mal (1981, 1982, 1984, 1987 und 1988), belegte in der Rallye-Europameisterschaft 1982 den 2. Platz und als bestes Ergebnis in der Rallye-Weltmeisterschaft den 15. Platz in der Saison 1983. Er trat zwischen 1978 und 1989 bei insgesamt 20 WM-Rallyes an und sicherte sich dabei 56 Punkte und zwei Podestplätze.
Heute hat sich McRae weitgehend aus dem aktiven Motorsport zurückgezogen, tritt aber noch sporadisch bei Oldtimer-Rallyes und in der Schottischen Rallyemeisterschaft an.